# Nikola Padewski
Nikola Botschew Padewski (bulgarisch Никола Пъдевски, * 29. Mai 1933 in Plowdiw; † 17. Dezember 2023) war ein bulgarischer Schachmeister.

## Leben
Padewski erhielt von der FIDE 1957 den Titel Internationaler Meister, 1964 den Großmeistertitel verliehen. Er gewann die Bulgarische Meisterschaft in den Jahren 1954, 1955, 1962 und 1964.
Außerdem nahm er für Bulgarien von 1956 bis 1978 an allen elf Schacholympiaden teil, an denen sich Bulgarien beteiligte (die Schacholympiade 1976 wurde von den Staaten des Warschauer Paktes boykottiert). Bei der Schacholympiade 1968 in Lugano erreichte er mit der bulgarischen Mannschaft den dritten Platz. 1970 und 1977 nahm er mit Bulgarien an der Mannschaftseuropameisterschaft teil, er erreichte 1970 in Kapfenberg das zweitbeste Einzelergebnis am dritten Brett.
Padewski wurde bei der FIDE zuletzt als inaktiv geführt, da er seit 1995 keine gewertete Partie mehr gespielt hat. Seine höchste historische Elo-Zahl vor Einführung der Elo-Zahlen lag bei 2599 im Januar 1967.
Padewski starb am 17. Dezember 2023 im Alter von 90 Jahren.

## Turniererfolge
- 1960 Warna: 1. Platz (geteilt mit Krogius)
- 1962 Sofia: 1. Platz (geteilt mit Ciocâltea)
- 1963 Rubinstein-Memorial in Polanica Zdrój: 1. Platz vor Moshe Czerniak
- 1975 Pula (Zonenturnier): 2. Platz (geteilt mit Andersson)
- 1977 Timişoara: 2. Platz